# Nová Vesnička
Nová Vesnička je osada v okrese Litoměřice, část obce Liběšice. Dnes je to téměř samota čítající 5 stavení při komunikaci mezi vesnicí Kotelice a osadou Jeleč využívaná převážně k rekreaci. V roce 2015 zde bylo evidováno 6 adres.

## Geografie
Nová vesnička leží na úpatí Sedla, obklopena lesy Českého středohoří v nadmořské výšce 388 metrů nad mořem. Nad osadou se nachází vrch Litýš (České středohoří) se stejnojmennou zříceninou hradu. V okolí je provozována hlavně turistika a houbaření.